# Chrysaster ostensackenella
Chrysaster ostensackenella är en fjärilsart som först beskrevs av Fitch 1859.  Chrysaster ostensackenella ingår i släktet Chrysaster och familjen styltmalar. Inga underarter finns listade i Catalogue of Life.